# Mertin Kynast
Mertin Kynast (auch Kinast) war ein im 15. Jahrhundert amtierender Dresdner Ratsherr und Bürgermeister. 
Erstmals wird er unter dem Namen Kynast (ohne Vornamen) in der ältesten erhaltenen landesherrlichen Ratsbestätigungsurkunde vom 13. Januar 1399 unter den Mitgliedern des Dresdner Rates erwähnt. 1403 war er als Baumeister des Rates für alle städtischen Bauvorhaben zuständig. Zugleich oblag ihm die Verwaltung der Ratsgebäude, des städtischen Marstalls und der vor der Stadt gelegenen Ziegelscheune und Kalkbrennerei. Zwei Jahre später wurde er erstmals Bürgermeister und übte dieses Amt erneut in den Jahren 1409, 1412, 1415 und 1417 aus. Letztmals ist er 1422 unter den Ratsherren genannt.
Wohl auf ihn geht die Benennung des 1407 ersterwähnten, in der Lößnitz liegenden schriftsässigen Weinbergsbesitzes Kynast zurück, der mindestens zweimal Mitgliedern der gleichnamigen Dresdner Ratsfamilie gehörte.